# Rintje Ritsma
Robert Rintje Ritsma (Lemmer, 13 de abril de 1970) es un deportista neerlandés que compitió en patinaje de velocidad sobre hielo. 
Participó en cinco Juegos Olímpicos de Invierno, entre los años 1992 y 2006, obteniendo en total seis medallas: en Lillehammer 1994 plata en 1500 m y bronce en 5000 m, en Nagano 1998, plata en 5000 m y bronce en 1500 m y en 10 000 m, y en Turín 2006 bronce en persecución por equipos (junto con Sven Kramer, Mark Tuitert, Carl Verheijen y Erben Wennemars).
Ganó nueve medallas en el Campeonato Mundial de Patinaje de Velocidad sobre Hielo entre los años 1993 y 2003, y cinco medallas en el Campeonato Mundial de Patinaje de Velocidad sobre Hielo en Distancia Individual entre los años 1997 y 1999. Además, obtuvo diez medallas en el Campeonato Europeo de Patinaje de Velocidad sobre Hielo entre los años 1992 y 2003.

## Palmarés internacional
| Juegos Olímpicos                           | Juegos Olímpicos           | Juegos Olímpicos  | Juegos Olímpicos        |
| Año                                        | Lugar                      | Medalla           | Prueba                  |
| ------------------------------------------ | -------------------------- | ----------------- | ----------------------- |
| 1994                                       | Lillehammer (Noruega)      | Medalla de plata  | 1500 m                  |
| 1994                                       | Lillehammer (Noruega)      | Medalla de bronce | 5000 m                  |
| 1998                                       | Nagano (Japón)             | Medalla de plata  | 5000 m                  |
| 1998                                       | Nagano (Japón)             | Medalla de bronce | 1500 m                  |
| 1998                                       | Nagano (Japón)             | Medalla de bronce | 10 000 m                |
| 2006                                       | Turín (Italia)             | Medalla de bronce | Persecución por equipos |
| Campeonato Mundial                         |                            |                   |                         |
| Año                                        | Lugar                      | Medalla           | Prueba                  |
| 1993                                       | Hamar (Noruega)            | Medalla de bronce | Clasificación general   |
| 1994                                       | Gotemburgo (Suecia)        | Medalla de bronce | Clasificación general   |
| 1995                                       | Baselga di Piné (Italia)   | Medalla de oro    | Clasificación general   |
| 1996                                       | Inzell (Alemania)          | Medalla de oro    | Clasificación general   |
| 1998                                       | Heerenveen (Países Bajos)  | Medalla de plata  | Clasificación general   |
| 1999                                       | Hamar (Noruega)            | Medalla de oro    | Clasificación general   |
| 2000                                       | Milwaukee (Estados Unidos) | Medalla de bronce | Clasificación general   |
| 2001                                       | Budapest (Hungría)         | Medalla de oro    | Clasificación general   |
| 2003                                       | Gotemburgo (Suecia)        | Medalla de plata  | Clasificación general   |
| Campeonato Mundial en Distancia Individual |                            |                   |                         |
| Año                                        | Lugar                      | Medalla           | Prueba                  |
| 1997                                       | Varsovia (Polonia)         | Medalla de oro    | 1500 m                  |
| 1997                                       | Varsovia (Polonia)         | Medalla de oro    | 5000 m                  |
| 1997                                       | Varsovia (Polonia)         | Medalla de plata  | 10 000 m                |
| 1998                                       | Calgary (Canadá)           | Medalla de plata  | 5000 m                  |
| 1999                                       | Heerenveen (Países Bajos)  | Medalla de bronce | 1500 m                  |
| Campeonato Europeo                         |                            |                   |                         |
| Año                                        | Lugar                      | Medalla           | Prueba                  |
| 1992                                       | Heerenveen (Países Bajos)  | Medalla de bronce | Clasificación general   |
| 1993                                       | Heerenveen (Países Bajos)  | Medalla de bronce | Clasificación general   |
| 1994                                       | Hamar (Noruega)            | Medalla de oro    | Clasificación general   |
| 1995                                       | Heerenveen (Países Bajos)  | Medalla de oro    | Clasificación general   |
| 1996                                       | Heerenveen (Países Bajos)  | Medalla de oro    | Clasificación general   |
| 1997                                       | Heerenveen (Países Bajos)  | Medalla de plata  | Clasificación general   |
| 1998                                       | Helsinki (Finlandia)       | Medalla de oro    | Clasificación general   |
| 1999                                       | Heerenveen (Países Bajos)  | Medalla de oro    | Clasificación general   |
| 2000                                       | Hamar (Noruega)            | Medalla de oro    | Clasificación general   |
| 2003                                       | Heerenveen (Países Bajos)  | Medalla de plata  | Clasificación general   |